# Campeonato Mundial de Remo de 2006
El XXXVI Campeonato Mundial de Remo se celebró en Eton (Reino Unido) entre el 20 y el 27 de agosto de 2006 bajo la organización de la Federación Internacional de Sociedades de Remo (FISA) y la Asociación de Remo Amateur de Inglaterra.
Las competiciones se realizaron en el canal de remo del lago Dorney, ubicado al oeste de la localidad inglesa.

## Medallistas

### Masculino
| Evento                         | Oro | Plata | Bronce |
| ------------------------------ | --- | --- | --- |
| Scull individual M1X           | Mahé Drysdale Nueva Zelanda 6:35,40 | Marcel Hacker · Alemania · 6:35,49 | Ondřej Synek · República Checa · 6:37,51 |
| Doble scull M2X                | Jean-Baptiste Macquet Adrien Hardy Francia 6:07,60 | Luka Špik Iztok Čop Eslovenia 6:09,79 | Matthew Wells Stephen Rowbotham Reino Unido 6:10,95 |
| Cuatro scull M4X               | Konrad Wasielewski · Marek Kolbowicz · Michał Jeliński · Adam Korol · Polonia · 5:38,99                                                                                      | Volodymyr Pavlovsky · Dmytro Prokopenko · Serhi Biloushchenko · Serhi Hryn · Ucrania · 5:40,47                                                                                                  | Allar Raja Igor Kuzmin Tõnu Endrekson Andrei Jämsä Estonia 5:41,23 |
| Dos sin timonel M2-            | Drew Ginn Duncan Free Australia 6:18,00 | Nathan Twaddle George Bridgewater Nueva Zelanda 6:19,13 | Kevin Light · Malcolm Howard · Canadá · 6:21,83 |
| Dos con timonel M2+            | Nikola Stojić Jovan Popović Ivan Ninković (t) Serbia 6:51,27 | Francesco Gabriele · Dario Cerasola · Andrea Riva (t) · Italia · 6:54,39 | Andrew Byrnes · Derek O'Farrell · Brian Price (t) · Canadá · 6:55,41 |
| Cuatro sin timonel M4-         | Stephen Williams Peter Reed Alexander Partridge Andrew Triggs Hodge Reino Unido 5:43,75                                                                                      | Gregor Hauffe · Toni Seifert · Urs Käufer · Filip Adamski · Alemania · 5:44,64 | Geert Cirkel · Jan-Willem Gabriëls · Matthijs Vellenga · Gijs Vermeulen · Países Bajos · 5:45,54                                                                                        |
| Cuatro con timonel M4+         | Jan-Martin Bröer · Matthias Flach · Philipp Naruhn · Florian Eichner · Martin Sauer (t) · Alemania · 6:05,77                                                                 | Max Lang · Chris Aylard · Robert Gibson · William Crothers · Stephen Cheng (t) · Canadá · 6:06,47                                                                                               | James Dallinger Steven Cottle Paul Gerritsen Dane Boswell Daniel Quigley (t) Nueva Zelanda 6:07,37                                                                                      |
| Ocho con timonel M8+           | Jörg Dießner · Stephan Koltzk · Ulf Siemes · Jan Tebrügge · Sebastian Schulte · Thorsten Engelmann · Philipp Stüer · Bernd Heidicker · Peter Thiede (t) · Alemania · 5:21,85 | Carlo Mornati · Pierpaolo Frattini · Luca Agamennoni · Mario Palmisano · Dario Dentale · Alessio Sartori · Niccolò Mornati · Lorenzo Carboncini · Gaetano Iannuzzi (t) · Italia · 5:23,29       | Paul Daniels Matt Deakin Kenneth Jurkowski Giuseppe Lanzone Steven Coppola Daniel Walsh Christopher Liwski Beau Hoopman Marcus McElhenney (t) Estados Unidos 5:24,14                    |
| Scull individual ligero LM1X   | Zachary Purchase Reino Unido 6:47,82 | Juan Zunzunegui · España · 6:50,14 | Duncan Grant Nueva Zelanda 6:52,73 |
| Doble scull ligero LM2X        | Mads Rasmussen Rasmus Quist Dinamarca 6:11,42 | Marcello Miani · Elia Luini · Italia · 6:14,90 | Fabrice Moreau Frédéric Dufour Francia 6:15,94 |
| Cuatro scull ligero LM4X       | Gardino Pellolio · Daniele Gilardoni · Luca Moncada · Daniele Danesin · Italia · 5:53,83                                                                                     | Kai Anspach · Martin Rückbrodt · Knud Lange · Christoph Schregel · Alemania · 5:55,37 | Bastien Tabourier Quentin Colard Maxime Goisset Rémi Di Girolamo Francia 5:57,42 |
| Dos sin timonel ligero LM2-    | Ole Rückbrodt · Felix Otto · Alemania · 6:28,41 | Juan Manuel Florido Pellón · Jesús González Álvarez · España · 6:30,17 | Andrea Caianiello · Salvatore Di Somma · Italia · 6:30,64 |
| Cuatro sin timonel ligero LM4- | Huang Zhongming Wu Chongkui Zhang Lin Tian Jun China 5:49,43 | Franck Solforosi Jérémy Pouge Jean-Christophe Bette Fabien Tilliet Francia 5:51,26 | Gearoid Towey Eugene Coakley Richard Archibald Paul Griffin Irlanda 5:51,35 |
| Ocho con timonel ligero LM8+   | Luigi Scala · Giorgio Tuccinardi · Livio La Padula · Franco Sancassani · Martino Goretti · Michele Savrie · Jiří Vlček · Fabrizio Gabriele · Andrea Lenzi · Italia · 5:36,35 | Marc Rippel · Christian Scherhag · Björn Steinfurth · Alexander Bernhardt · Jost Schömann-Finck · Matthias Schömann-Finck · Lutz Ackermann · Matthias Veit · Felix Erdmann · Alemania · 5:38,48 | Tomasz Kowalik · Łukasz Siemion · Mariusz Stańczuk · Jarosław Bielaszewski · Szymon Wiśniewski · Maciej Madej · Łukasz Pawłowski · Cezary Mrozowicz · Rafał Woźniak · Polonia · 5:38,71 |

### Femenino
| Evento                       | Oro | Plata | Bronce |
| ---------------------------- | --- | --- | --- |
| Scull individual W1X         | Yekaterina Karsten · Bielorrusia · 7:11,02 | Miroslava Knapková · República Checa · 7:15,02 | Frida Svensson · Suecia · 7:18,35 |
| Doble scull W2X              | Elizabeth Kell Brooke Pratley Australia 6:47,67 | Britta Oppelt · Susanne Schmidt · Alemania · 6:47,95 | Caroline Evers-Swindell Georgina Evers-Swindell Nueva Zelanda 6:48,82                                                                               |
| Cuatro scull W4X             | Deborah Flood Sarah Winckless Frances Houghton Katherine Grainger Reino Unido 6:12,50                                                                    | Catriona Sens Sonia Mills Dana Faletic Sally Kehoe Australia 6:13,99 | Christiane Huth · Magdalena Schmude · Jeannine Hennicke · Stephanie Schiller · Alemania · 6:14,67                                                   |
| Dos sin timonel W2-          | Darcy Marquardt · Jane Rumball · Canadá · 6:54,68 | Juliette Haigh Nicola Coles Nueva Zelanda 6:56,72 | Nicole Zimmermann · Elke Hipler · Alemania · 6:57,11                                                                                                |
| Cuatro sin timonel W4-       | Robyn Selby Smith Joanna Lutz Amber Bradley Kate Hornsey Australia 6:25,35                                                                               | Yu Fei Li Meng Li Tong Luo Xiuhua China 6:26,75 | Portia Johnson Erin Cafaro Esther Lofgren Rachel Jeffers Estados Unidos 6:28,66                                                                     |
| Ocho con timonel W8+         | Brett Sickler Megan Cooke Anna Goodale Lindsay Shoop Anna Mickelson Zsuzsanna Francia Caroline Lind Caryn Davies Mary Whipple (t) Estados Unidos 5:55,50 | Nina Wengert · Johanna Rönfeldt · Christina Gerking · Nadine Schmutzler · Lenka Wech · Maren Derlien · Nicole Zimmermann · Elke Hipler · Annina Ruppel (t) · Alemania · 5:57,29 | Robyn Selby Smith Joanna Lutz Amber Bradley Sarah Cook Kimberley Crow Sarah Heard Emily Martin Kate Hornsey Elizabeth Patrick (t) Australia 6:00,29 |
| Scull individual ligero LW1X | Marit van Eupen · Países Bajos · 7:32,16 | Berit Carow · Alemania · 7:33,61 | Teresa Mas de Xaxars · España · 7:34,98 |
| Doble scull ligero LW2X      | Xu Dongxiang Yan Shimin China 6:55,12 | Marguerite Houston Amber Halliday Australia 6:56,57 | Jrysa Biskitzí · Alexandra Tsiavu · Grecia · 6:57,14                                                                                                |
| Cuatro scull ligero LW4X     | Yu Hua Chen Haixia Fan Xuefei Liu Jing China 6:23,96 | Kirsten Jepsen Sine Christiansen Katrin Olsen Juliane Rasmussen Dinamarca 6:28,16                                                                                               | Laura Ralston Lindsay Dick Hester Goodsell Sophie Hosking Reino Unido 6:30,02                                                                       |

1. ↑  Descalificación del bote de Rusia (conformado por Olga Samulenkova, Oxana Dorodnova, Larisa Merk e Irina Fedotova), ganador de la medalla de oro, por dopaje de Olga Samulenkova.[1]

## Medallero
| Núm. | País            | Oro | Plata | Bronce | Total |
| ---- | --------------- | --- | ----- | ------ | ----- |
| 1    | Alemania        | 3   | 7     | 2      | 12    |
| 2    | Australia       | 3   | 2     | 1      | 6     |
| 3    | China           | 3   | 1     | 0      | 4     |
| 4    | Reino Unido     | 3   | 0     | 2      | 5     |
| 5    | Italia          | 2   | 3     | 1      | 6     |
| 6    | Nueva Zelanda   | 1   | 2     | 3      | 6     |
| 7    | Canadá          | 1   | 1     | 2      | 4     |
| 7    | Francia         | 1   | 1     | 2      | 4     |
| 9    | Dinamarca       | 1   | 1     | 0      | 2     |
| 10   | Estados Unidos  | 1   | 0     | 2      | 3     |
| 11   | Países Bajos    | 1   | 0     | 1      | 2     |
| 11   | Polonia         | 1   | 0     | 1      | 2     |
| 13   | Bielorrusia     | 1   | 0     | 0      | 1     |
| 13   | Serbia          | 1   | 0     | 0      | 1     |
| 15   | España          | 0   | 2     | 1      | 3     |
| 16   | República Checa | 0   | 1     | 1      | 2     |
| 17   | Eslovenia       | 0   | 1     | 0      | 1     |
| 17   | Ucrania         | 0   | 1     | 0      | 1     |
| 19   | Estonia         | 0   | 0     | 1      | 1     |
| 19   | Grecia          | 0   | 0     | 1      | 1     |
| 19   | Irlanda         | 0   | 0     | 1      | 1     |
| 19   | Suecia          | 0   | 0     | 1      | 1     |
|      | TOTAL           | 23  | 23    | 23     | 69    |